# Dendrobium gunnarii
Dendrobium gunnarii là một loài thực vật có hoa trong họ Lan. Loài này được P.S.N.Rao mô tả khoa học đầu tiên năm 1992.